# Virola
Virola är ett släkte av tvåhjärtbladiga växter. Virola ingår i familjen Myristicaceae.

## Bildgalleri

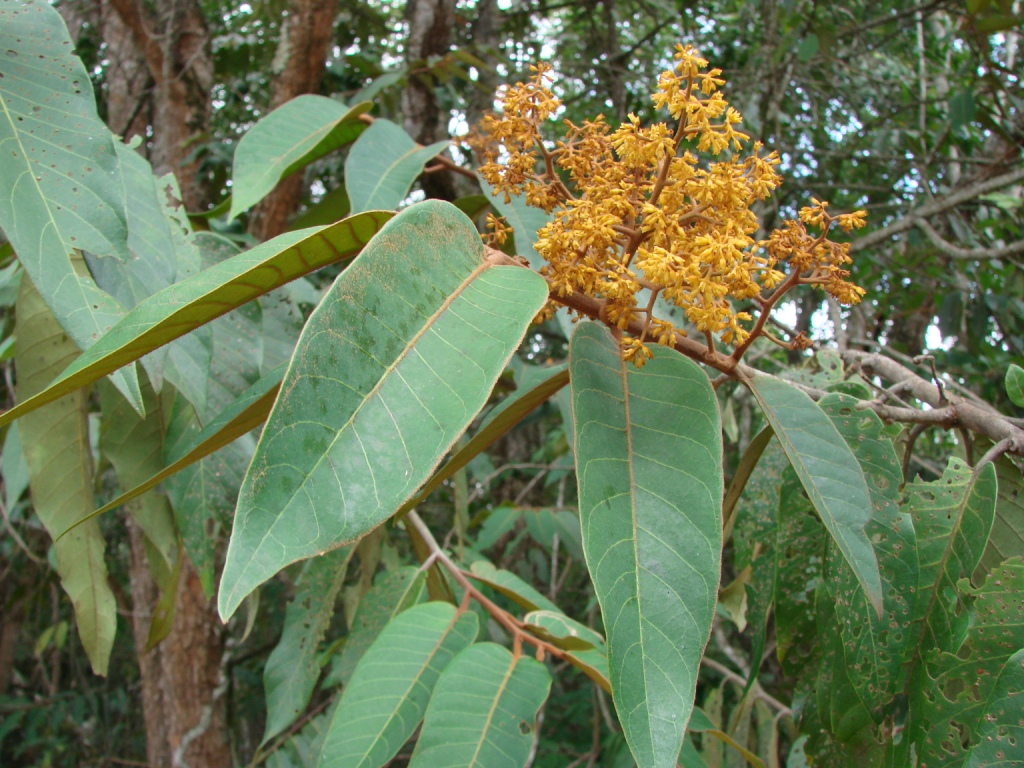

## Dottertaxa tillVirola, i alfabetisk ordning[1]
- Virola aequatorialis
- Virola albidiflora
- Virola bicuhyba
- Virola caducifolia
- Virola calophylla
- Virola calophylloidea
- Virola carinata
- Virola coelhoi
- Virola crebrinervia
- Virola decorticans
- Virola divergens
- Virola dixonii
- Virola duckei
- Virola elongata
- Virola flexuosa
- Virola gardneri
- Virola guatemalensis
- Virola guggenheimii
- Virola koschnyi
- Virola kwatae
- Virola lieneana
- Virola loretensis
- Virola macrocarpa
- Virola malmei
- Virola marleneae
- Virola megacarpa
- Virola michelii
- Virola micrantha
- Virola minutiflora
- Virola mollissima
- Virola multicostata
- Virola multiflora
- Virola multinervia
- Virola obovata
- Virola officinalis
- Virola parvifolia
- Virola pavonis
- Virola peruviana
- Virola polyneura
- Virola reidii
- Virola rugulosa
- Virola schultesii
- Virola sebifera
- Virola sessilis
- Virola steyermarkii
- Virola subsessilis
- Virola surinamensis
- Virola theiodora
- Virola urbaniana
- Virola weberbaueri
- Virola venosa